# IKCO Runna
La Runna est une citadine polyvalente tricorps fabriquée par le constructeur automobile iranien Iran Khodro (IKCO) à partir de fin 2009. Elle reprend une base de Peugeot 206 à 4 portes.
Le modèle est lancé pour remplacer la 206 Sedan et la Peugeot 405 après le départ de PSA dans le cadre des sanctions contre l'Iran.
En 2009, IKCO prévoyait de construire 150 000 Runnas par an à pleine capacité.

## Wallys 719
En 2022, en partenariat avec Iran Khodro, le constructeur tunisien Wallyscar lance la Wallys 719, une version rebadgée et légèrement modifiée de l'IKCO Runna,.

## Galerie

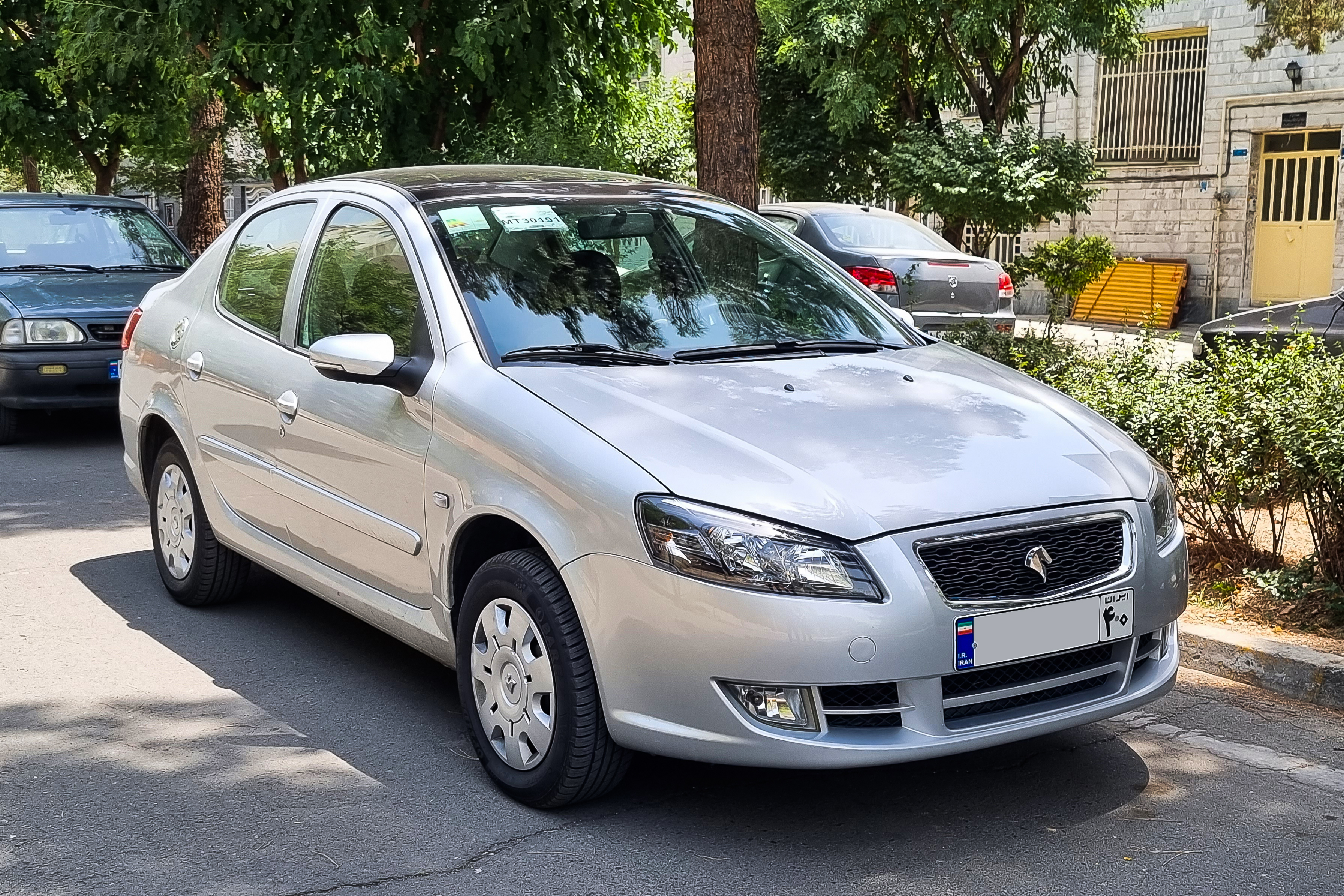
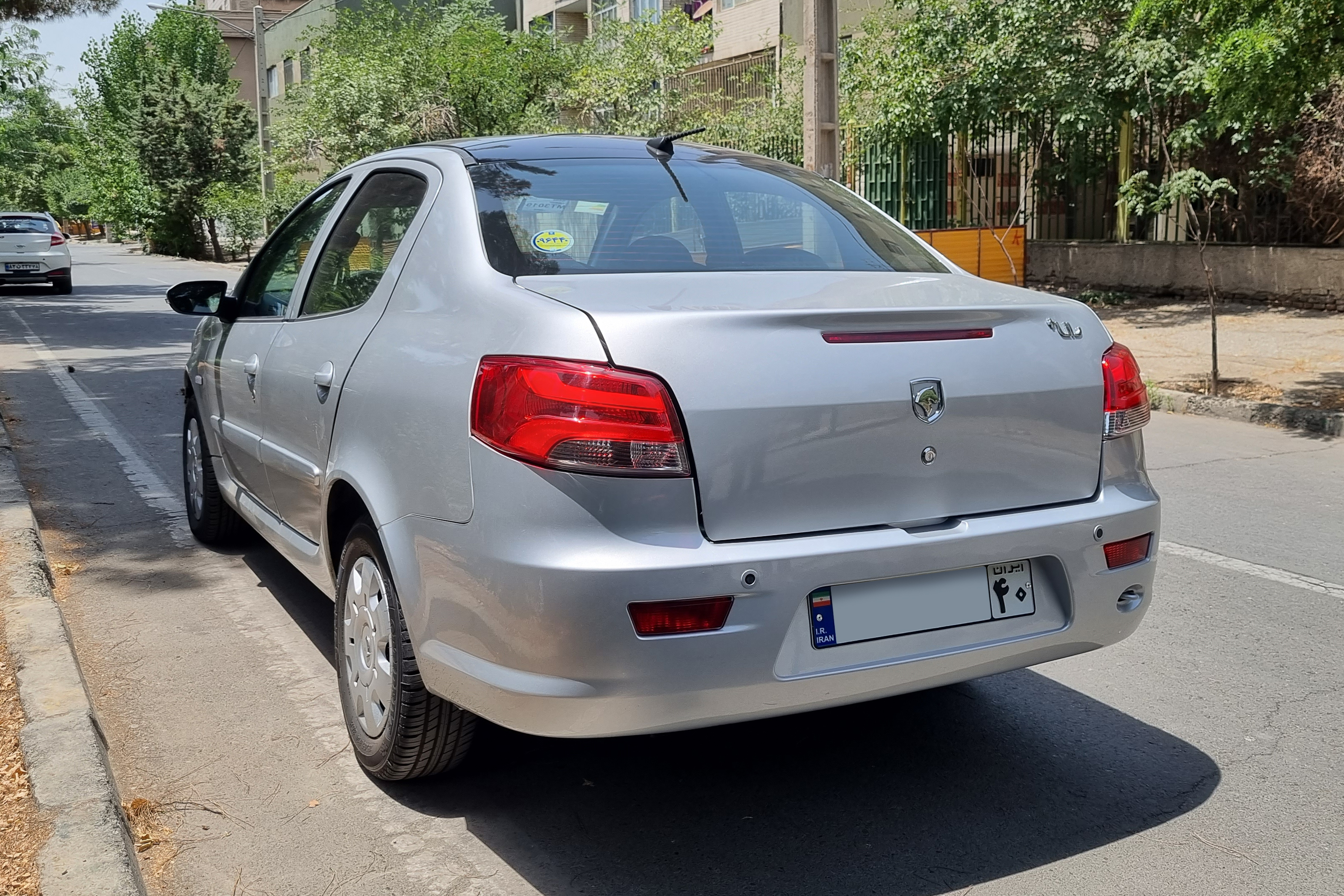
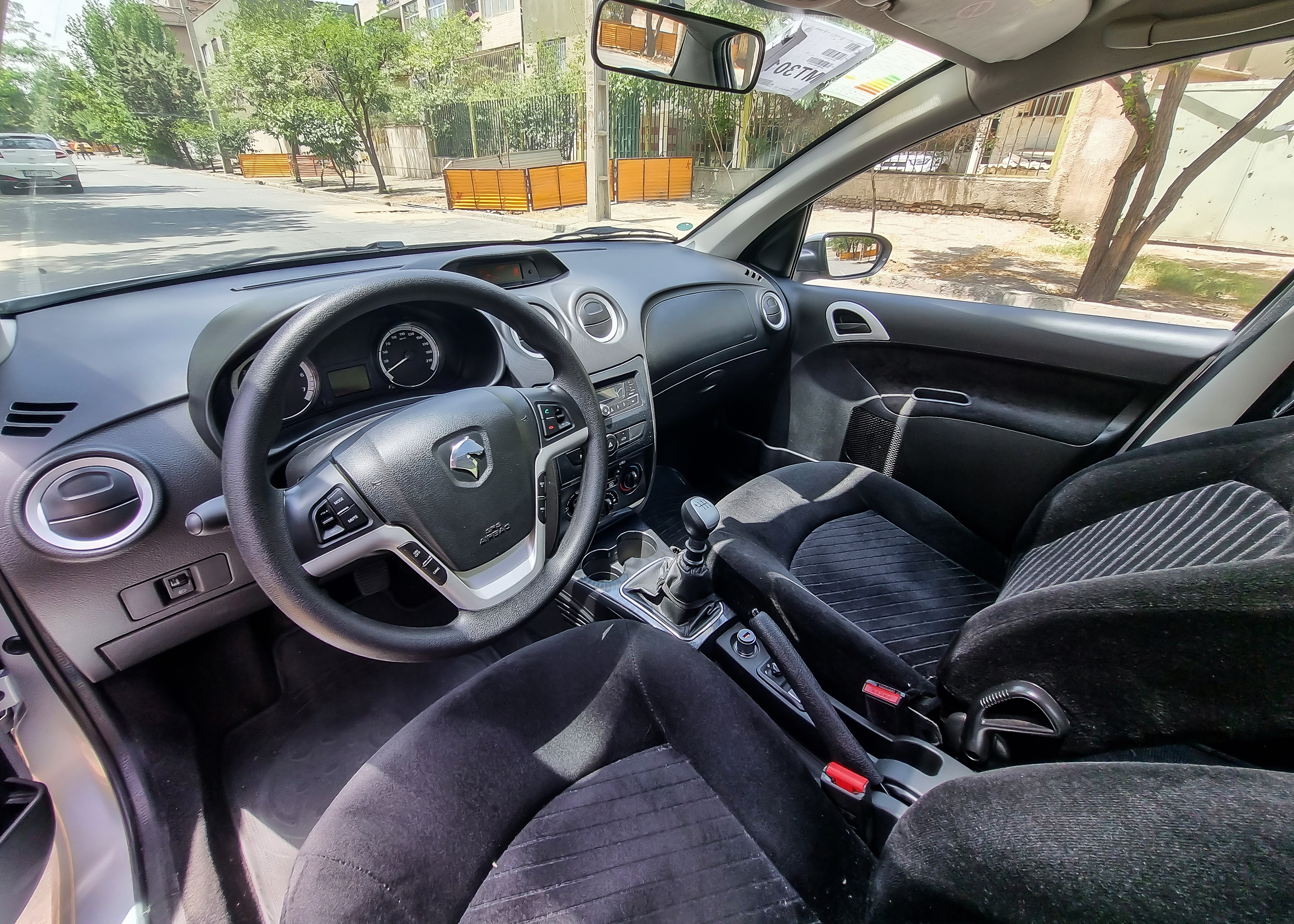